# 健康照護職業列表
按照醫學的學科，醫事各種專業科目清單如下列（按照英文字母排列）。

## 麻醉學
- 麻醉科醫師
- 麻醉科研究醫師（Anesthesiology Fellow） [1]
- 認證註冊麻醉護理師（英语：Certified Registered Nurse Anesthetist）（簡稱CRNA，這種認證註冊在1956年才在美國開始，估計其中40%為男性從業員）
- 註冊呼吸治療師（Registered Respiratory Therapist）
- 麻醉師助理（英语：Anesthesiologist Assistant）（接受麻醉師指揮，執行麻醉工作）

## 心血管醫學
- 心臟內科醫師
- 心臟內科研究醫師（Cardiology Fellow）

## 重症加護醫學
- 重症加護科醫師（英语：Intensivist）
- 加護新生兒科醫生（英语：Neonatologist）
- 加護病房執業護士（Critical Care Nurse Practitioner）[2]
- 加護病房護理（英语：Critical care nursing）師
- 加護病房呼吸治療師（Critical Care Respiratory Therapist）[3]

## 牙醫學
- 牙醫
- 口腔衛生師
- 牙醫助理
- 牙體技術師

## 皮膚病學
- 皮膚科醫生

## 急診醫學
- 急診科醫生
- 急診科護理師（請參考急診室護理（英语：Emergency nursing） 中 Emergency Nurse Practitioner 部分）
- 急診科醫師助理（Emergency Physician Assistant）[4]
- 飛行護士（英语：flight nurse）（最主要的專長是在空運撤離（疏散）期間，以及救災難直升機上的護理工作）
- 急診護理師
- 急診註冊呼吸治療師（Registered Respiratory Therapist）
- 緊急醫療技術員-加護輔助醫護人員
- 緊急醫療技術員-輔助醫護人員
- 緊急醫療技術員-中級 99（請參考高級緊急醫療技術員（英语：Advanced emergency medical technician） 中 EMT-I/99 部分）
- 緊急醫療技術員-中級 85（請參考高級緊急醫療技術員（英语：Advanced emergency medical technician） 中 EMT-I/85 部分）
- 緊急醫療技術員-基本（EMT-Basic level）[5]

## 內分泌學
- 內分泌科醫事

## 遺傳學
- 遺傳諮詢師

## 老年醫學
- 老年醫學科醫師
- 老年醫學護理執業者（Gerontological Nurse Practitioner）[6]

## 胃腸學
- 胃腸內科醫生

## 血液學
- 血液科醫師
- 檢驗醫學技術員
- 採血醫事人員

## 腎臟科
- 腎臟科醫師
- 透析技術員

## 神經內科
- 神經內科醫師
- 言語治療醫師
- 聽力醫師

## 腫瘤學
- 腫瘤科醫師
- 放射治療師

## 眼科學與視光學
- 眼科醫生
- 驗光師

## 耳鼻喉科學
- 耳鼻喉科医生 (耳鼻喉医生)

## 心靈照料
- 醫療牧師[7]

## 胸腔醫學（呼吸醫學）
- 胸腔科研究員
- 呼吸治療師
  - 註冊呼吸治療師
  - 認證呼吸治療師

## 初級照護醫學
- 一般科醫師
- 初級照護醫師（英语：Primary care physician）
- 內科醫師
- 家庭執業護士
- 助理醫師（英语：Physician Assistant）
- 藥劑師

## 小兒醫學
- 加護新生兒科醫生（英语：Neonatologist）
- 小兒科醫生
- 新生兒執業護士
- 小兒科助理醫師（英语：Physician Assistant）
- 小兒科執業護士
- 小兒科護士
- 新生兒科及小兒科呼吸治療師

## 足科醫學
- 足科外科醫師（Podiatric Surgeon）[8]
- 足科醫師（英语：podiatrist）
- 足科醫生助理（Podiatrist Assistant）[9]

## 精神醫學
- 精神科醫師
- 心理學家
- 精神科執業護士（Psychiatric Nurse Practitioner，或稱 Mental Health Nurse Practitioner）
- 職能治療師
- 社會工作者
- 心理健康顧問（英语：mental health counselor）

## 骨外科、風濕病學、動作
- 骨科醫師
- 運動心理學家
- 物理治療師
- 職能治療師
- 物理治療師助手
- 職能治療師助手
- 骨科技師，或義肢裝具師及矯具師
- 脊骨神經整治師
- 人體動作整治師（Biokineticist）[10]
- 運動防護員
- 瑜伽教練（英语：Yoga as therapy）

## 影像診斷學
- 放射治療師，（Radiotherapist，也稱為 Radiation Therapist，或Therapeutic Radiographer）
- 影像診斷師
- 醫事放射師，（Radiographer，也稱為 Radiologic Technologist）
  - X射線電腦斷層掃描技術人員
  - 介入性診療放射科（英语：Interventional Radiology）技術人員
  - 乳房攝影師
  - 神經成像師
  - 醫療劑量測定技術專家，也稱為輻射防護（英语：Radiation protection）主管
  - 醫事放射師助理
  - 影像診斷技術人員
  - 醫學超聲檢查技術人員

## 生殖醫學
- 產科醫師
- 婦科醫師
- 婦女保健執業護士
- 產科護士
- 助產士
- 哺乳顧問（英语：lactation consultant）

## 外科學
- 一般的医生
- 肥胖症的外科医生
- 心胸外科医生
- 心脏外科医生
- 肝胆胰腺外科医生
- 神经外科医生
- 足病医生

## 泌尿外科
- 泌尿外科醫師

## 外部連結
- 维基共享资源上的相關多媒體資源：健康照護職業列表